# Новіни (Люблінський повіт)
Новіни (пол. Nowiny) — село в Польщі, у гміні Ґлуськ Люблінського повіту Люблінського воєводства.